# Lushnjë
 Lushnjë è un comune albanese di 83.659 abitanti della prefettura di Fier, nella parte centro-meridionale dell'Albania.
Importante centro industriale ed agricolo,  Lushnjë è una delle città più grandi del paese. 
In seguito alla riforma amministrativa del 2015, sono stati accorpati a  Lushnjë i ex-comuni di Allkaj, Ballagat, Bubullimë, Dushk, Fier-Shegan, Golem, Hysgjokaj, Karbunarë, Kolonjë e Krutje, portando la popolazione complessiva a 83.659 abitanti (dati del censimento 2011).

## Geografia
Lushnjë è situata nella pianura delle regione storica della Musacchia, a 20km a nord di Fier.

## Storia
Come centro abitato Lushnjë sorse nel XV secolo con il nome “Lusme”. La prima documentazione sugli abitanti della città, contati dai turchi, fu pubblicata ufficialmente nel 1431. La regione della Musacchia contava 33 paesi e 58 famiglie, di cui la città di  Lushnjë 15 abitazioni e 100 abitanti. Nel 1850  Lushnjë prese il suo attuale nome datosi in regalo da una vedova di nome Salushe. Nel gennaio 1920 fu teatro del congresso che proclamò Tirana capitale albanese.

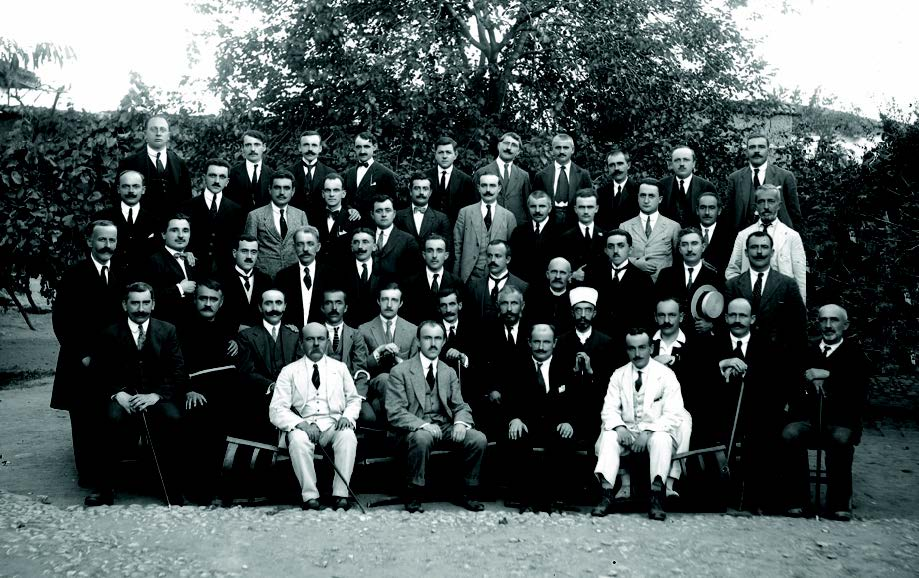
I delegati del Congresso - gennaio 1920

I primi dati ufficiali albanesi sugli abitanti della città vennero pubblicati nel 1923: la città ne contava 28.348, nel 1939 invece ne contava 46.420. Dal 1924 al 1939 ci fu una crescita di 18.000 abitanti. Durante questi 15 anni in città si insediarono 500 famiglie kosovare e altre famiglie venute da zone vicine, oltre a famiglie della Ciamuria e di Kastoria, originare del Nord della Grecia, che in quel periodo si insediarono in Albania. La città prese parte anche alla proclamazione della Repubblica Albanese avvenuta nel 1912. Nel 21 gennaio 1920 fu eletta provvisoriamente capitale dell'Albania ed ospitò il Congresso di Lushnjë che scelse definitivamente Tirana come nuova capitale del paese. 
Così come a Fier, anche a Lushnjë il dialetto parlato è il tosco, nella sua variante “myzeqare”. 
Dal punto di vista religioso, come è tipico nell'Albania meridionale, la popolazione è un mix di cristiani ortodossi, maggioranza nel comune; e musulmani, nella quasi loro totalità non praticanti.

## Monumenti e luoghi d'interesse
- Stadio Abdurrahman Roza Haxhiu
- Monastero di Ardenica
- Cattedrale ortodossa di San Giorgio
- Chiesa ortodossa di San Nicola
- Chiesa ortodossa di San Nicola (Krutje e Siperme)
- Chiesa ortodossa di San Teodoro
- Chiesa ortodossa di Santa Maria Addolorata
- Cattedrale cattolica di Santa Teresa di Calcutta
- Moschea di Lushnjë
- Ponte di Kasharaj
- Ponte di Lunjë

## Cultura

### Istruzione
- Museo del Congresso di Lushnjë
- Museo di Storia di Lushnjë

### Teatri
- Teatro Vaçe Zela

## Infrastrutture e trasporti
Lushnjë è attraversata dalla strada statale 4 che unisce Durazzo al sud dell'Albania e alla Grecia. Dalla cittadina parte anche la strada statale 72 per Berat.

## Sport
La principale società calcistica cittadina è il Klubi Sportiv Lushnja che disputa le sue partite interne presso lo stadio Abdurrahman Roza Haxhiu.

## Amministrazione
| Periodo        | Primo Cittadino | Carica  |
| -------------- | --------------- | ------- |
| 1992-1996      | Kujtim Haxhiu   | Sindaco |
| 1996-1999      | Agim Fuga       | Sindaco |
| 1999-2003      | Ylli Myftiu     | Sindaco |
| 2003-2007      | Kadri Gega      | Sindaco |
| 2007-2011      | Albert Sanxhaku | Sindaco |
| 2011-2021      | Fatos Tushe     | Sindaco |
| 2021-in carica | Eriselda Sefa   | Sindaco |

### Gemellaggi
La città di Lushnjë è gemellata con le seguenti città:
- Brindisi

## Sport
Klubi Sportiv Lushnja, squadra di calcio della città di  Lushnjë